# 尼塔尤馬 (密西西比州)
尼塔尤馬（英語：Nitta Yuma）是位於美國密西西比州夏基縣的普查規定居民點。

## 人口
根據2020年美國人口普查的數據，尼塔尤馬的面積為0.50平方千米，皆為陸地。當地共有人口8人，而人口密度為每平方千米16人。